# Jürgenshagen
Jürgenshagen é um município da Alemanha, situado no distrito de Rostock, no estado de Mecklemburgo-Pomerânia Ocidental. Tem 42,25 km² de área, e sua população em 2019 foi estimada em 1.113 habitantes.